# Ifola-Baumkänguru

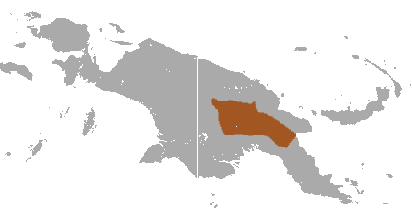
Verbreitungsgebiet des Ifola-Baumkängurus im zentralen Papua-Neuguinea.

Das Ifola-Baumkänguru (Dendrolagus notatus) ist eine Känguruart, die im Bismarckgebirge im Zentrum von Papua-Neuguinea in Höhen zwischen 900 und 3100 m über dem Meeresspiegel vorkommt. 

## Merkmale
Das Ifola-Baumkänguru ist ein relativ großes, stämmiges kurzschwänziges Baumkänguru mit relativ kurzen Hinterfüßen. Weibchen des Ifola-Baumkängurus erreichen eine Kopfrumpflänge von 51,5 bis 63 cm, Männchen sind mit 58 bis 69 cm größer. Der Schwanz ist bei den Weibchen (43 bis 54 cm) und bei den Männchen (43,5 bis 56,5 cm) etwa gleich lang. Das Gewicht der Weibchen liegt bei 6 bis 6,5 kg, das der Männchen bei 7 bis 9,1 kg. Das dichte Fell ist hell- bis dunkelbraun. Die Gliedmaßen und manchmal auch das Gesicht, der Nacken oder der ganze Kopf sind heller als der Rumpf. Der Schwanz ist mehr gräulich bis gelblich, manchmal auch etwas gebändert. Die Schwanzbasis ist durch einen gelblichen Ring, der ventral bis zur Kloake reicht, vom Rumpf abgesetzt. Die Ohren sind kurz und dicht behaart.

## Lebensraum und Gefährdung
Das Ifola-Baumkänguru lebt einzelgängerisch in tropischen Bergregenwäldern und in vermoosten Nebelwäldern in Höhen von 900 bis 3100 Metern über dem Meeresspiegel. Vor allem aufgrund der Bejagung durch den Menschen und der Entwaldung, um landwirtschaftlich nutzbare Flächen zu gewinnen, wird das Ifola-Baumkänguru von der IUCN als stark gefährdet (“endangered”) eingestuft. Aus dem Schrader-Gebirge ist es bereits verschwunden.

## Systematik
Das Ifola-Baumkänguru wurde 1916 durch den deutschen Zoologen Paul Matschie, zu dieser Zeit Leiter der Säugetierabteilung am Zoologischen Museum in Berlin, beschrieben. Später wurde es als Unterart dem Doria-Baumkänguru (Dendrolagus dorianus) zugeordnet und Mitte 2018 in einer Studie zur Phylogenie der Baumkänguruhs wieder als eigenständige Art eingestuft.